# Гиперобъём
Гиперобъём — некоторая мера (обычно мера Лебега), сопоставляемая внутренности «гипертел» (тел в многомерном пространстве), обобщение трёхмерного объёма.
Аналогичная мера для границы гипертела называется гиперплощадь.

## Вычисление
Существует несколько компьютерных алгоритмов вычисления гиперобъёма. См. Алгоритмы точного вычисления гиперобъема.
Точное вычисление значения гиперобъёма множества из d точек n-мерного пространства является #P-трудной задачей.

## Гиперобъём некоторых тел
| Тело         | Точное определение | Гиперобъём                                                                        |
| ------------ | --- | --------------------------------------------------------------------------------- |
| Гиперкуб     | выпуклая оболочка точек {\displaystyle (\underbrace {\pm 1,\ldots ,\pm 1} _{n})}                                                          | {\displaystyle V_{n}=2^{n}}                                                       |
| Симплекс     | выпуклая оболочка точек {\displaystyle (\underbrace {0,\ldots ,0,1,0,\ldots ,0} _{n})} и начала координат                                 | Определитель Кэли — Менгера                                                       |
| n-мерный шар | ГМТ, удалённых от центра на расстояние не больше r.                                                                                       | {\displaystyle V_{n}={\frac {\pi ^{n/2}}{\Gamma ({n \over 2}+1)}}R^{n}\ }         |
| Гиперконус   | Выпуклая оболочка {\displaystyle n-1}-мерного шара радиуса {\displaystyle R} и точки {\displaystyle (\underbrace {0,\ldots ,0} _{n-1},h)} | {\displaystyle V_{n}={\frac {\pi ^{(n-1)/2}}{n\Gamma ({{n+1} \over 2})}}R^{n-1}h} |

## В других областях
Существует т. н. «модель гиперобъёма» Дж. Э. Хатчинсона, согласно которой экологическая ниша представлена как n-мерный куб, на осях которого отложены экологические факторы.
В работе детально рассматривается применение индикатора гиперобъема в эволюционных алгоритмах.